# Kingston, Minnesota
Kingston är en ort i Meeker County i Minnesota. Vid 2020 års folkräkning hade Kingston 184 invånare.